# Charlotte Claytonová, baronka Sundon
Charlotte Claytonová, baronka Sundon (11. prosince 1679 – 1. ledna 1742) byla britská dvorní dáma. Byla známá hlavně díky silnému vlivu na královnu regentku Karolínu.

## Život
Charlotte byla dcerou Johna Dyva, úředníka státní rady, a Frances Wolseley, vnučky Sira Lewise Dyva. V roce 1715 se provdala za Williama Claytona, úředníka státní pokladny. V roce 1735 se stala Lady Sundon poté, co se její manžel stal prvním baronem Sundon. Společně neměli žádné děti.
Charlotte byla dvorní dámou královny Karolíny v letech 1714-37. Užívala si svého velkého vlivu na ni. Poté, co král zemřel, získala nedůvěru Roberta Walpole, který nabyl dojmu, že díky názorům Charlotte by královna nemusela být schopná racionálně jednat. Tvrdilo se, že dokonce navrhla, aby ona a Walpole mohli vládnout zemi. Smrt královny pro ni byla velkou ranou, v posledních letech života ji sužoval bolestivý nádor a také (podle pomluv) záchvaty šílenství.